# Blohm & Voss P-188
Blohm & Voss P-188 – niemiecki prototypowy odrzutowiec, zaprojektowany w czasie II wojny światowej dla Luftwaffe jako konkurent dla Arado  Ar 234.

## Konstrukcja
P-188 był górnopłatem napędzanym czterema silnikami odrzutowymi Junkers Jumo 004, podwieszonymi pod płatem w oddzielnych gondolach (w P-188-01), lub zblokowane po dwa (w egzemplarzu P-188-04). Skrzydła miały skos dodatni w części przykadłubowej i ujemny na krańcach. Podwozie było złożone z dwu potężnych kół, umieszczonych w osi kadłuba i dwu mniejszych, stabilizujących na końcach skrzydeł.